# 쉐라톤 그랜드 인천 호텔
쉐라톤 그랜드 인천 호텔(영어: Sheraton Grand Incheon Hotel)은 대한민국 인천광역시 연수구 송도국제도시에 위치한 호텔이다. 2007년에 착공하여 2009년에 완공한 호텔이다. 기념식인 2015년 6월 30일에 쉐라톤 인천 호텔 지상 3층 그랜드 볼륨에서 송도 아메리칸 타운 아이파크 착공 기념식을 개최했다.

## 갤러리

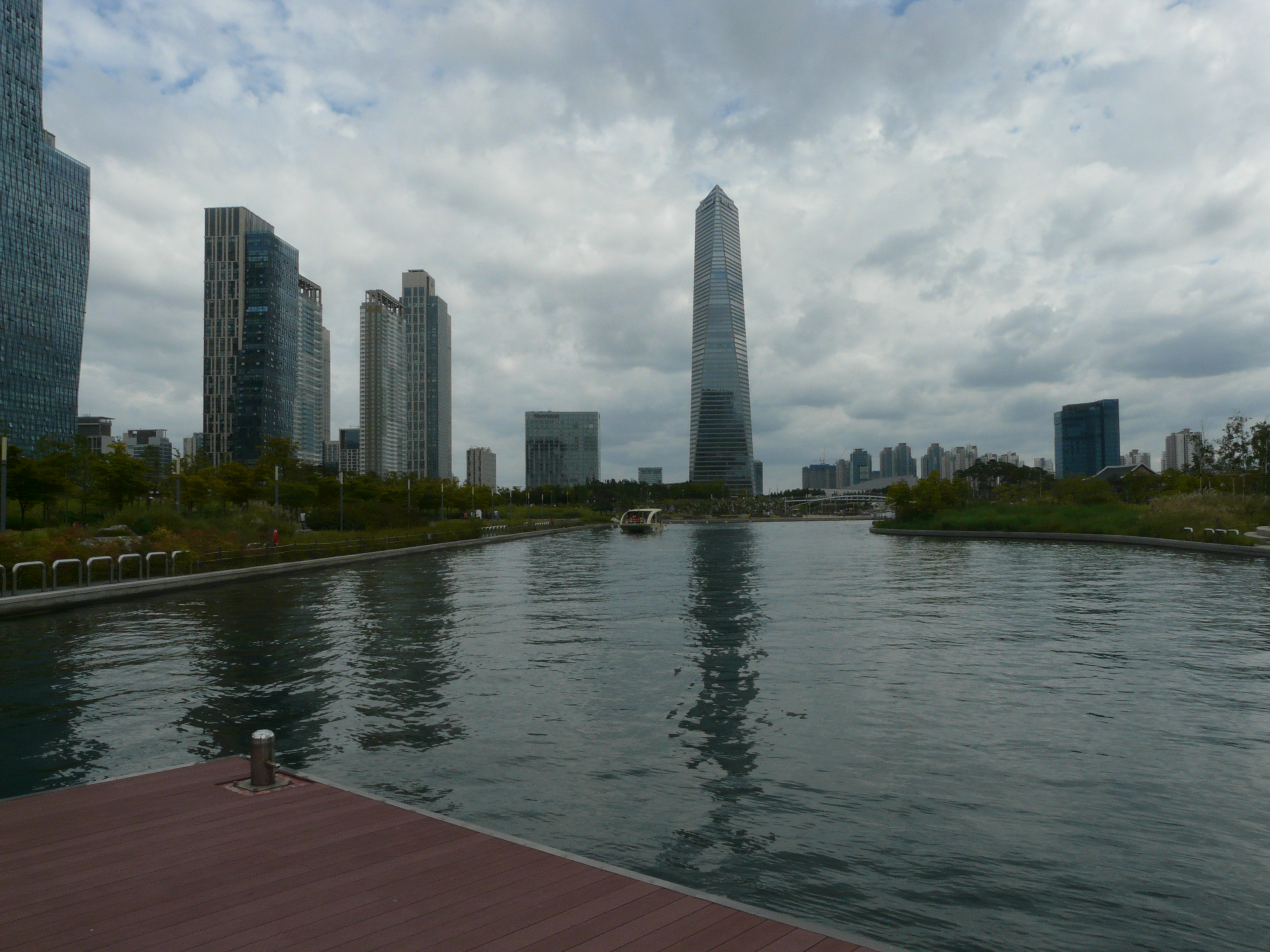
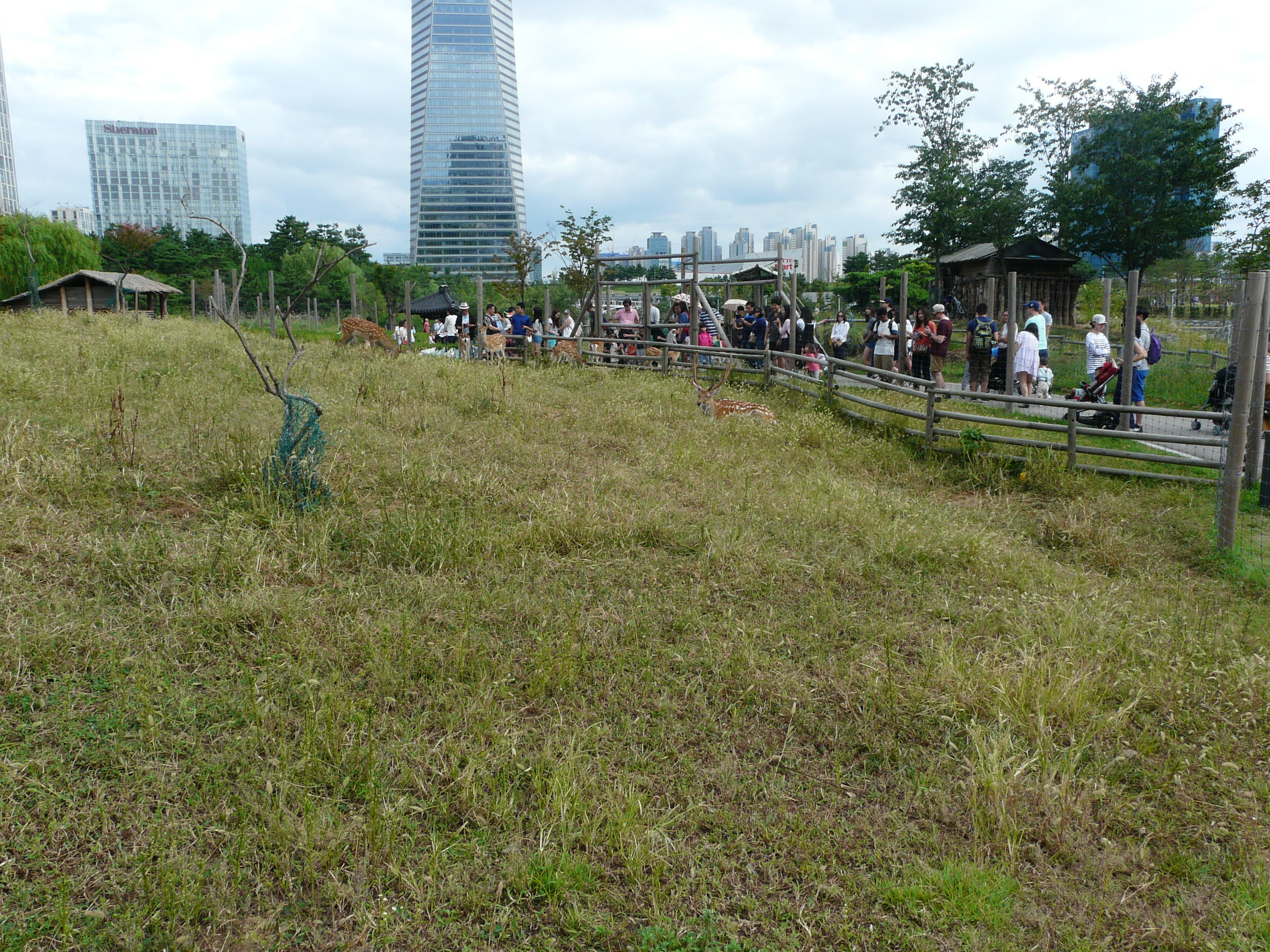
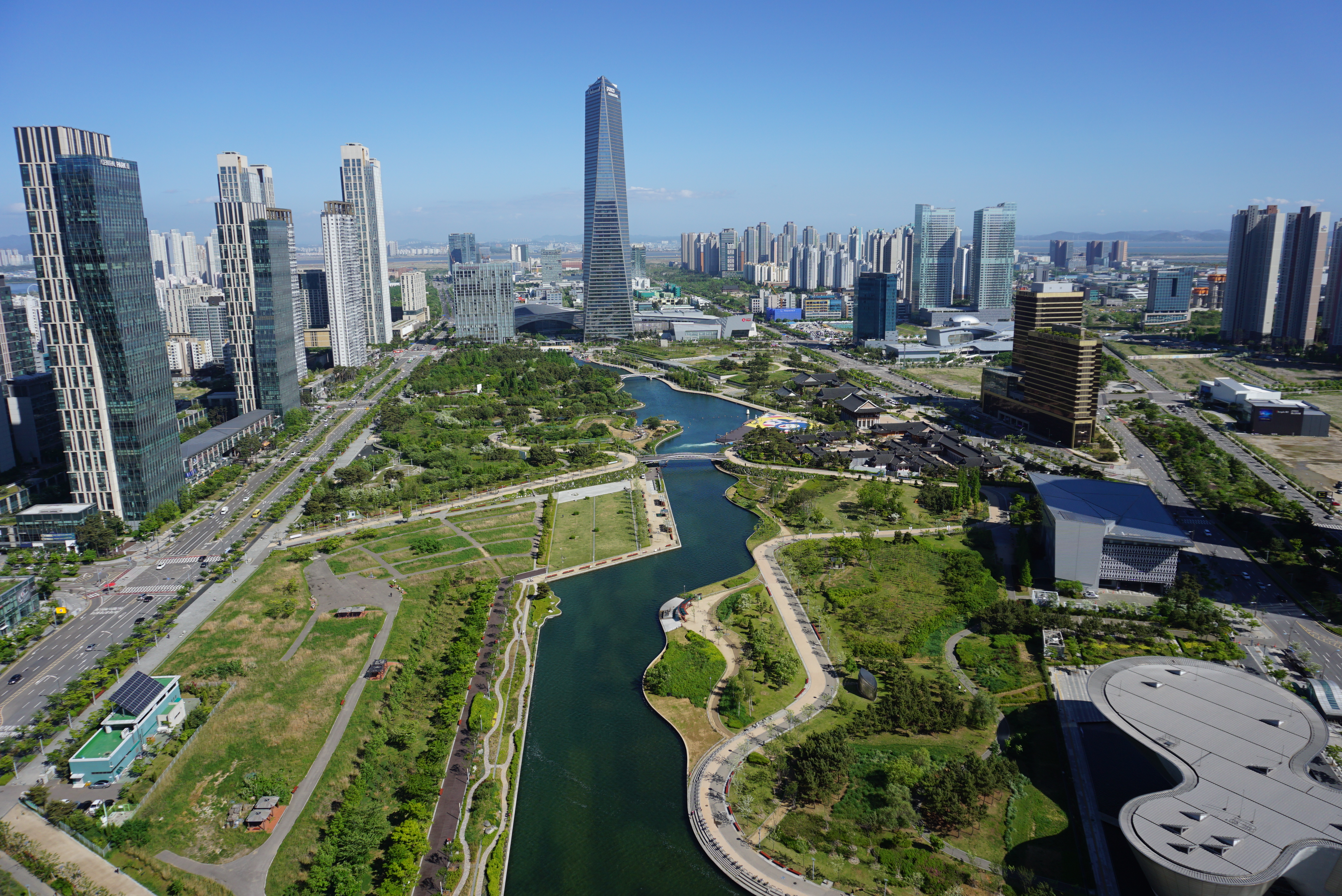
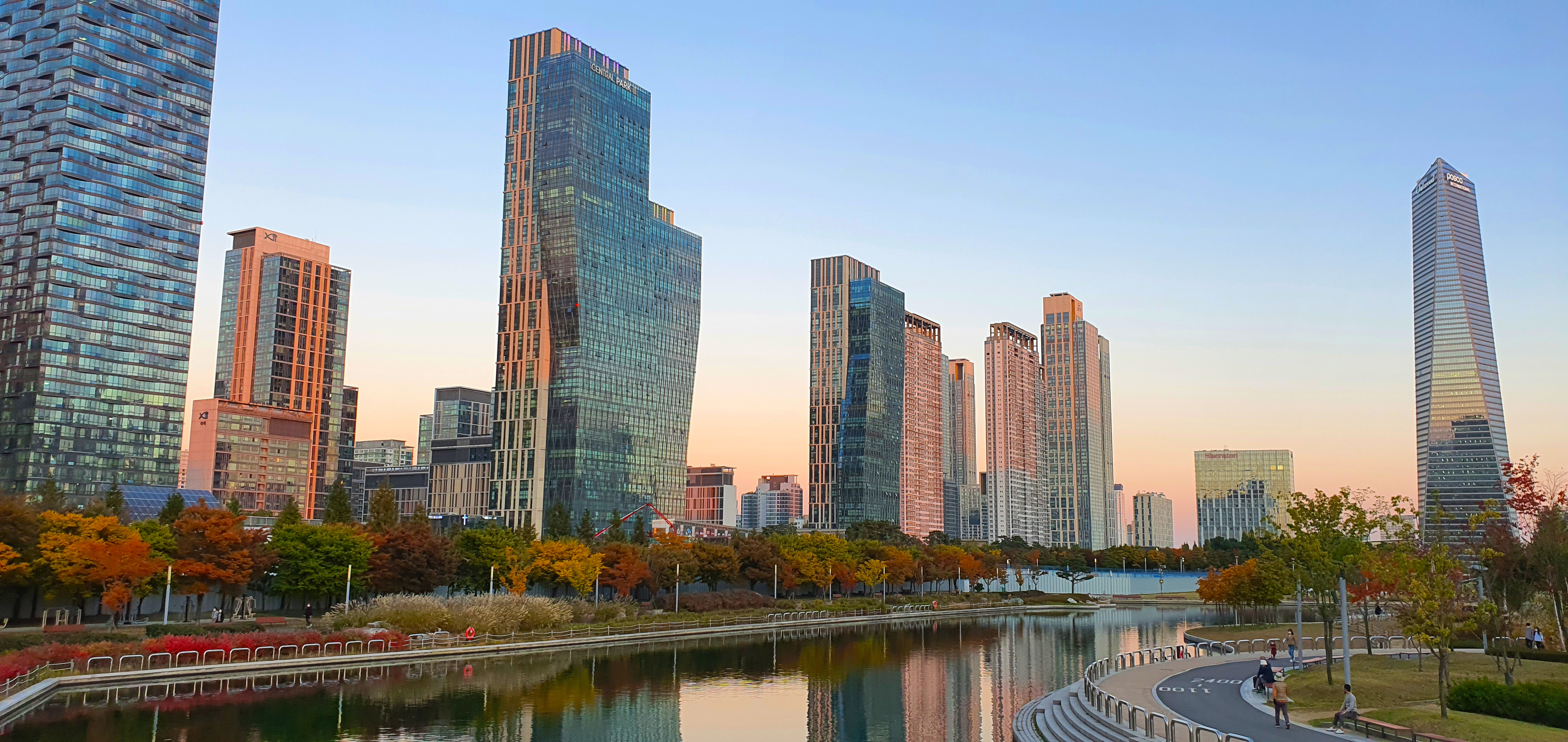
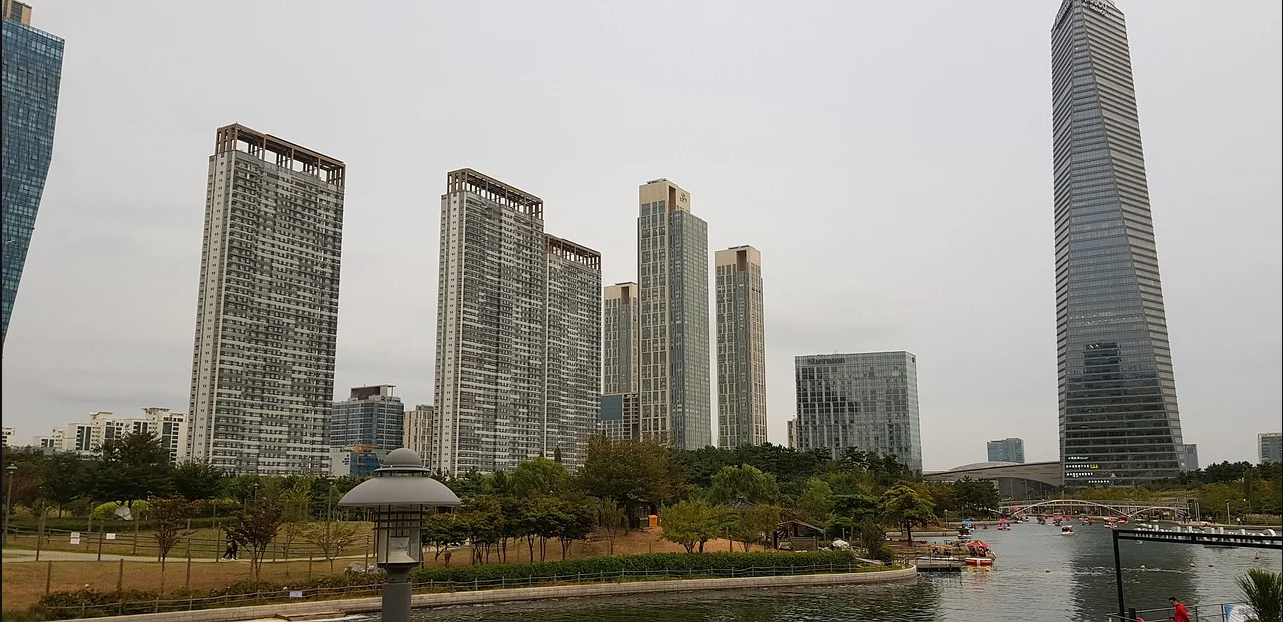
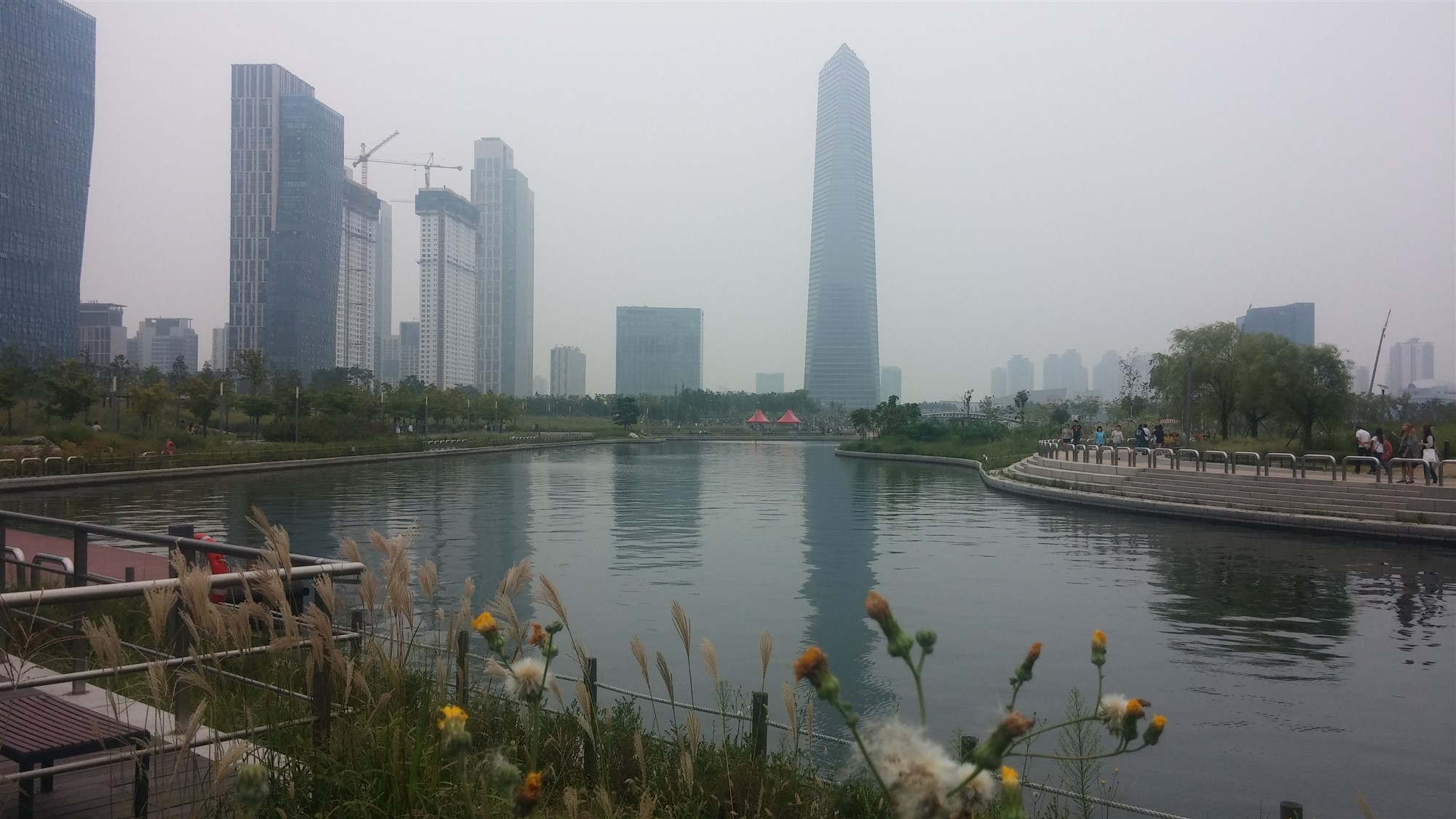
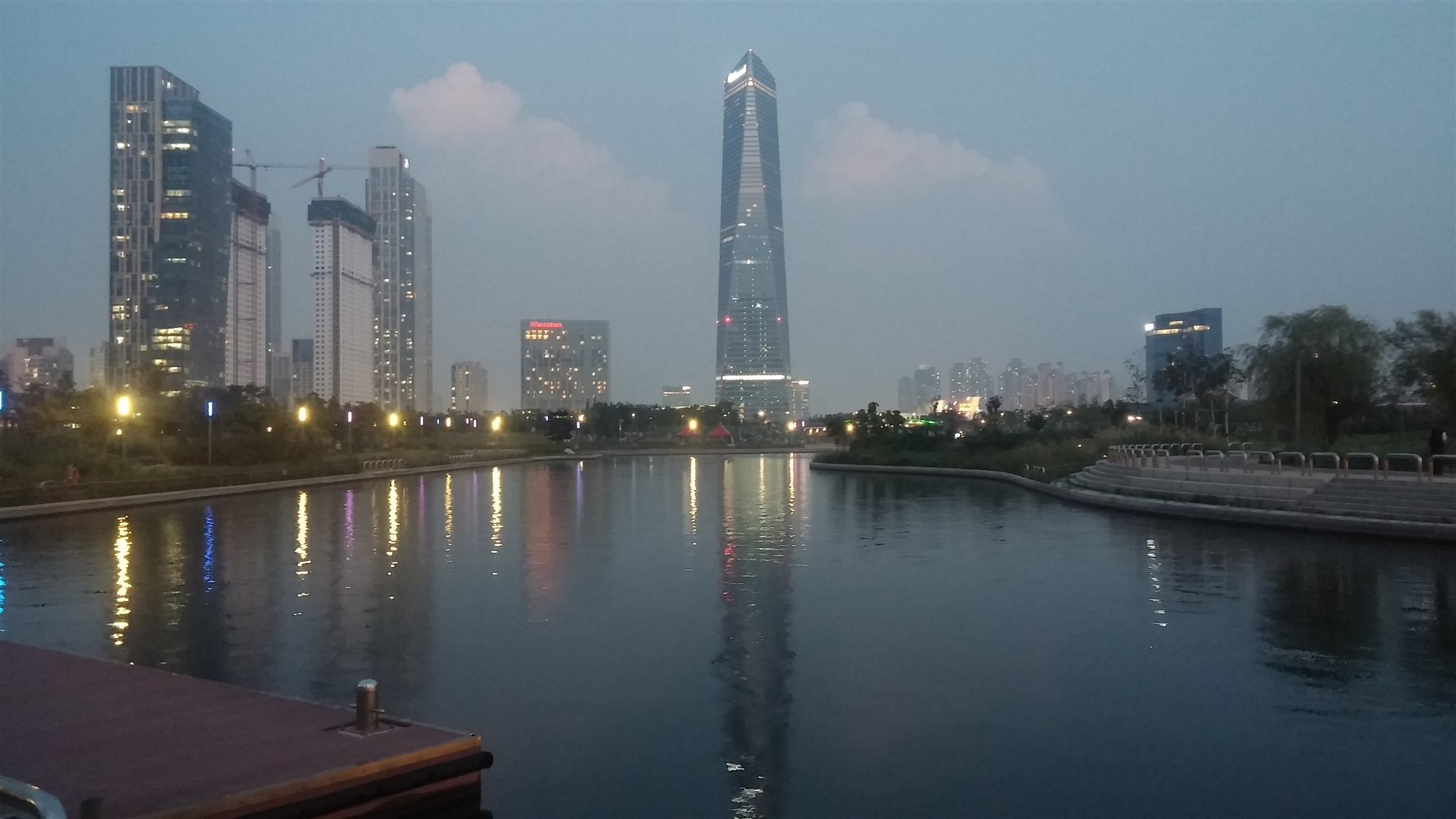
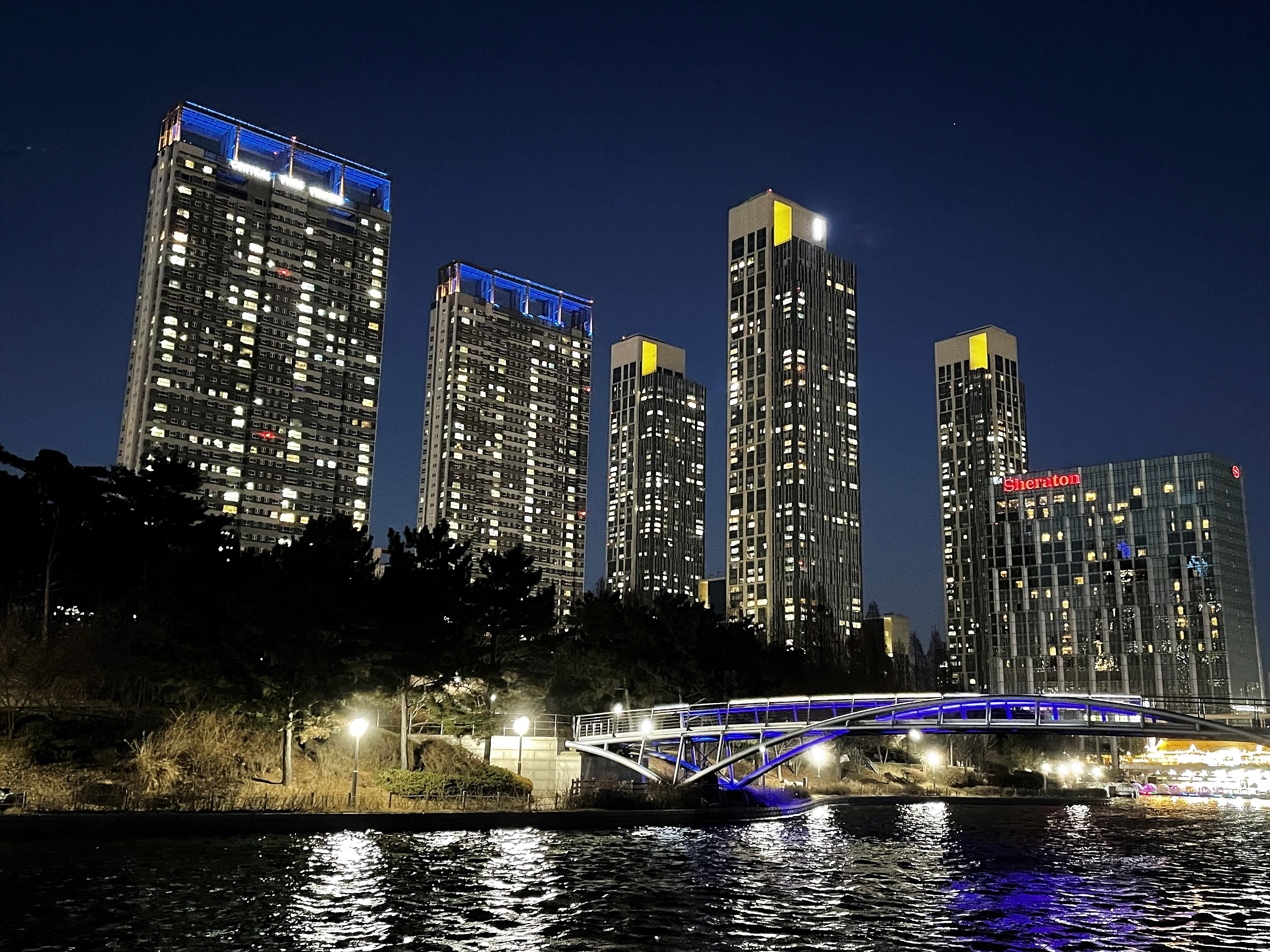
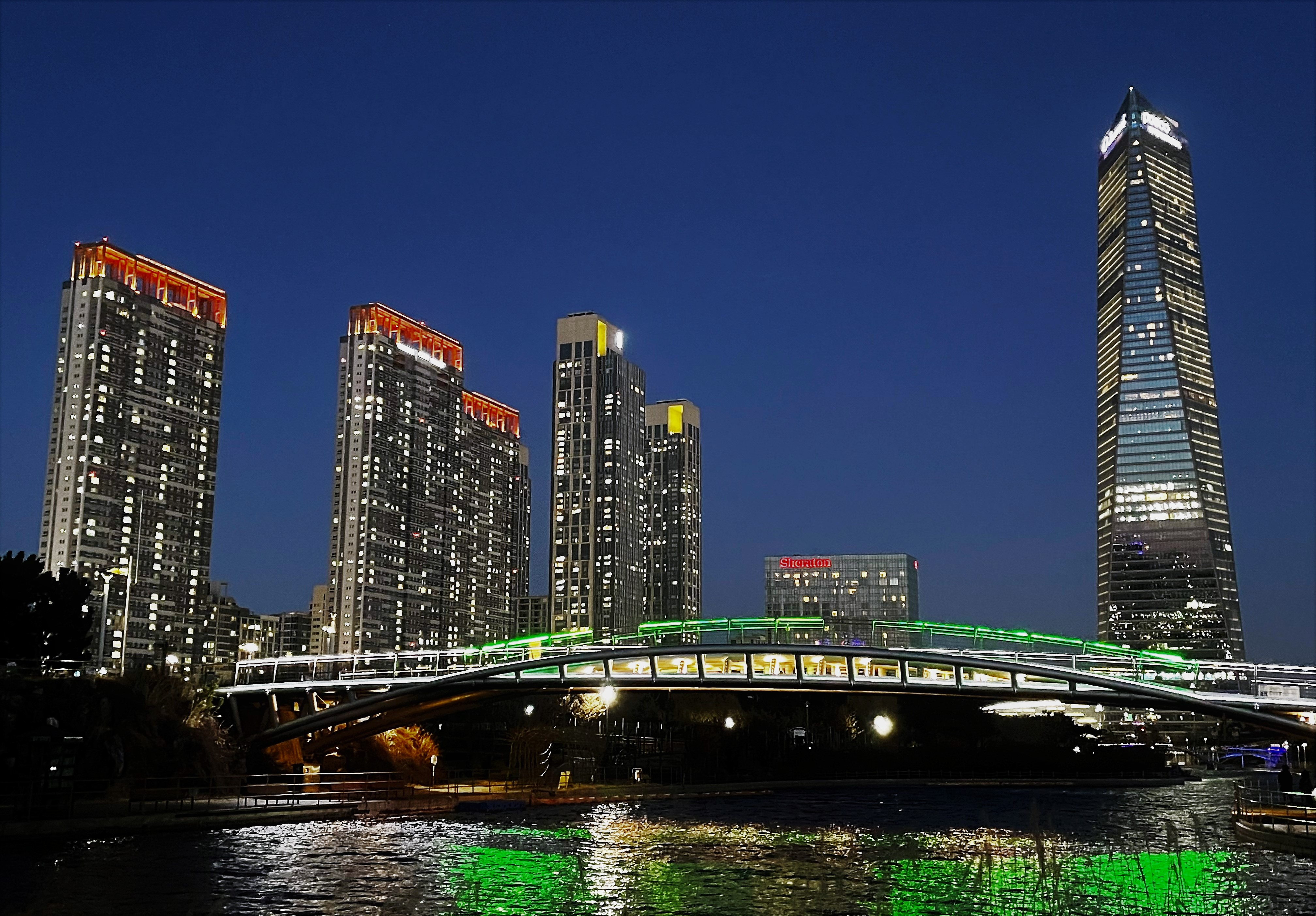

## 시설
| 층수                | 시설                                        |
| ------------------- | ------------------------------------------- |
| 22층                | 클럽 라운지                                 |
| 7층 ~ 19층          | 호텔                                        |
| 6층                 | 휘트니스 센터, 수영장, 스파, 미용실         |
| 4층                 | 중식당, 소회의실, 오키드                    |
| 3층                 | 그랜드볼룸, 소회의실, 로터스, 비즈니스센터  |
| 2층                 |                                             |
| 1층                 | 로비 바, 뷔폐식당, 링크 쉐라톤, 호텔 리셉션 |
| 지하 2층 ~ 지하 1층 | 지하주차장                                  |

## 같이 보기
- 대한민국의 호텔 목록